# Övre Mårdslättjärnen
Övre Mårdslättjärnen är en sjö i Härjedalens kommun i Hälsingland och ingår i Ljusnans huvudavrinningsområde.